# Enrico Manca
Enrico Manca (Roma, 27 novembre 1931 – Roma, 5 luglio 2011) è stato un giornalista e politico italiano, ministro del commercio con l'estero dal 4 aprile 1980 al 29 giugno 1981 nei governi Cossiga II e Forlani.

## Biografia

### Studi e impiego alla RAI
Nato a Roma il 27 novembre 1931, laureatosi in giurisprudenza all'Università degli Studi di Roma "La Sapienza", nel 1959 entrò in RAI dove dal 1961 al 1972 è stato redattore del Giornale Radio Rai, caporedattore centrale del Telegiornale e direttore dei servizi culturali della televisione.

### Partito Socialista Italiano
Iniziata prestissimo la militanza nel Partito Socialista Italiano (PSI), partecipando all'Unione goliardica italiana, divenne un esponente di spicco della corrente demartiniana del PSI, personalmente favorevole al dialogo politico sia con la DC che con il PCI, e diede il suo contributo all'elezione di Bettino Craxi a segretario del PSI all'hotel Midas nel 1976, caratterizzandosi successivamente come uno dei leader del partito, prima come oppositore di Craxi e dopo come un suo sostenitore.
Alle elezioni politiche del 1972 viene eletto per la prima volta alla Camera dei deputati nella circoscrizione Perugia-Terni-Rieti, dov'è stato riconfermato deputato ininterrottamente fino al 1994, ricoprendo l'incarico di Ministro del commercio con l'estero nel secondo governo Cossiga e nel governo Forlani, occupandosi del rinnovo dell'Istituto per il Commercio Estero (ICE), oltre che della sua privatizzazione.
Dopo l'esperienza di governo, divenne Presidente della 12ª Commissione Industria e commercio, artigianato, commercio estero della Camera dei deputati, incarico parlamentare che ricopre fino al 29 giugno 1981, dove Manca organizzò eventi a cui parteciparono tutti i maggiori esponenti delle imprese pubbliche e private, e da cui scaturì la legge n°.46 che istituiva un fondo rotativo per favorire progetti d’innovazione tecnologia nell’industria italiana, con un primo stanziamento di 600 miliardi (all'epoca una somma consistente), ma che non fu più rifinanziata dai successivi governi.
Il 4 dicembre 1986 (durante la IX legislatura) cessò dal mandato parlamentare per incompatibilità avendo optato per la carica di Presidente della RAI. Venne rieletto nella X legislatura, ma cessò nuovamente dal mandato il 4 agosto, sempre per incompatibilità, preferendo continuare a fare il Presidente della RAI, carica che ricoprì fino al 1992, anno in cui venne rieletto.

### Diaspora socialista e adesione alla Margherita
Presidente della RAI dal 1986 al 1992, dopo il crollo e lo scioglimento del PSI da parte di Ottaviano Del Turco nel 13 novembre 1994, il giorno stesso Manca fonda a Roma assieme a Fabrizio Cicchitto il Partito Socialista Riformista (PSR), d'ispirazione liberalsocialista e socialista autonomista, nato come forma di protesta e dissociazione nello scioglimento del PSI e dalla tesi politica dei neonati Socialisti Italiani (SI) che prevedeva un'alleanza organica con i Progressisti in generale e con il Partito Democratico della Sinistra in particolare.
Nel 1996, assieme a Cicchitto ed ex esponenti del disciolto PSI (maggior parte chi non avevano aderito a SI o craxiani), crea il Partito Socialista, dove confluisce tutto il PSR e il Movimento Liberal Socialista di Ugo Intini (ex portavoce di Craxi), partecipante allo schieramento di centrosinistra.
In seguito passò ai Socialisti Democratici Italiani di Enrico Boselli nel 1998, e successivamente, nel 2002, alla Margherita di Francesco Rutelli, da cui infine confluì nel Partito Democratico nel 2007, rimanendovi fino al 2011, anno della sua morte.

### Impegno culturale e decesso
Ha diretto fino alla morte l'associazione Pol-Is per il "rinnovamento della politica e della democrazia" e la fondazione Socialisti Democratici per il Partito Democratico (con Giusi La Ganga). Tale fondazione non è una corrente politica, ma soltanto un'associazione culturale.
È stato anche presidente dell'ISIMM (Istituto per lo studio dell'Innovazione nei Media e per la Multimedialità) e della Fondazione Ugo Bordoni.
È scomparso nel 2011 all'età di 79 anni all'ospedale Gemelli di Roma, dopo una lunga malattia.

## Scandalo P2
Il suo nominativo fu ritrovato nelle liste degli iscritti alla loggia massonica P2, tesserato numero 864, anche se lo stesso Manca smentì a più riprese la sua effettiva adesione alla loggia. Due sentenze, una del Tribunale di Verona e una del tribunale di Perugia, confermarono che la presenza del nome di Manca nell'elenco di Licio Gelli non era prova della sua effettiva adesione e non esisteva, nel voluminosissimo incartamento della Commissione Anselmi, nessun'altra prova di una sua adesione alla loggia. In quell'occasione Manca fu assistito dall'avvocato, nonché futuro e storico esponente di Forza Italia, Cesare Previti.